# Alcance visual en la pista

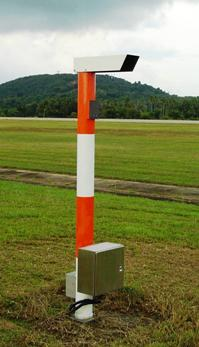
Transmisiómetro proporcionando información de RVR

El alcance visual en la pista (Runway Visual Range (RVR), en inglés) es un término meteorológico en aviación que determina la distancia horizontal desde la que el piloto de una aeronave que se encuentra sobre el eje de una pista debe poder ver ésta, las señales de la superficie de la pista o las luces que la delimitan o que señalan su eje durante la aproximación. Normalmente el RVR es expresado en pies o metros. Se utiliza para determinar las condiciones de despegue y aterrizaje.

## Medidas
El RVR lo mide una persona, ya sea viendo las luces de la pista desde lo alto de un vehículo aparcado al umbral de la pista o viendo el ángulo de las luces de la pista desde la torre de un lateral de la misma. El número de luces visibles indica la distancia visible del RVR. Este método se conoce como "método de observación humana".
Hoy en día la mayoría de aeropuertos cuentan con un alcance visual en la pista instrumentados (Instrumented Runway Visual Range (IRVR) en inglés), realizando la medida mediante difusómetros

o transmisiómetros instalados a un lateral de la pista, relativamente cerca del final. Normalmente hay 3 transmisiómetros, uno al principio de la pista, otro al final y otro en un punto intermedio. 

## Utilización

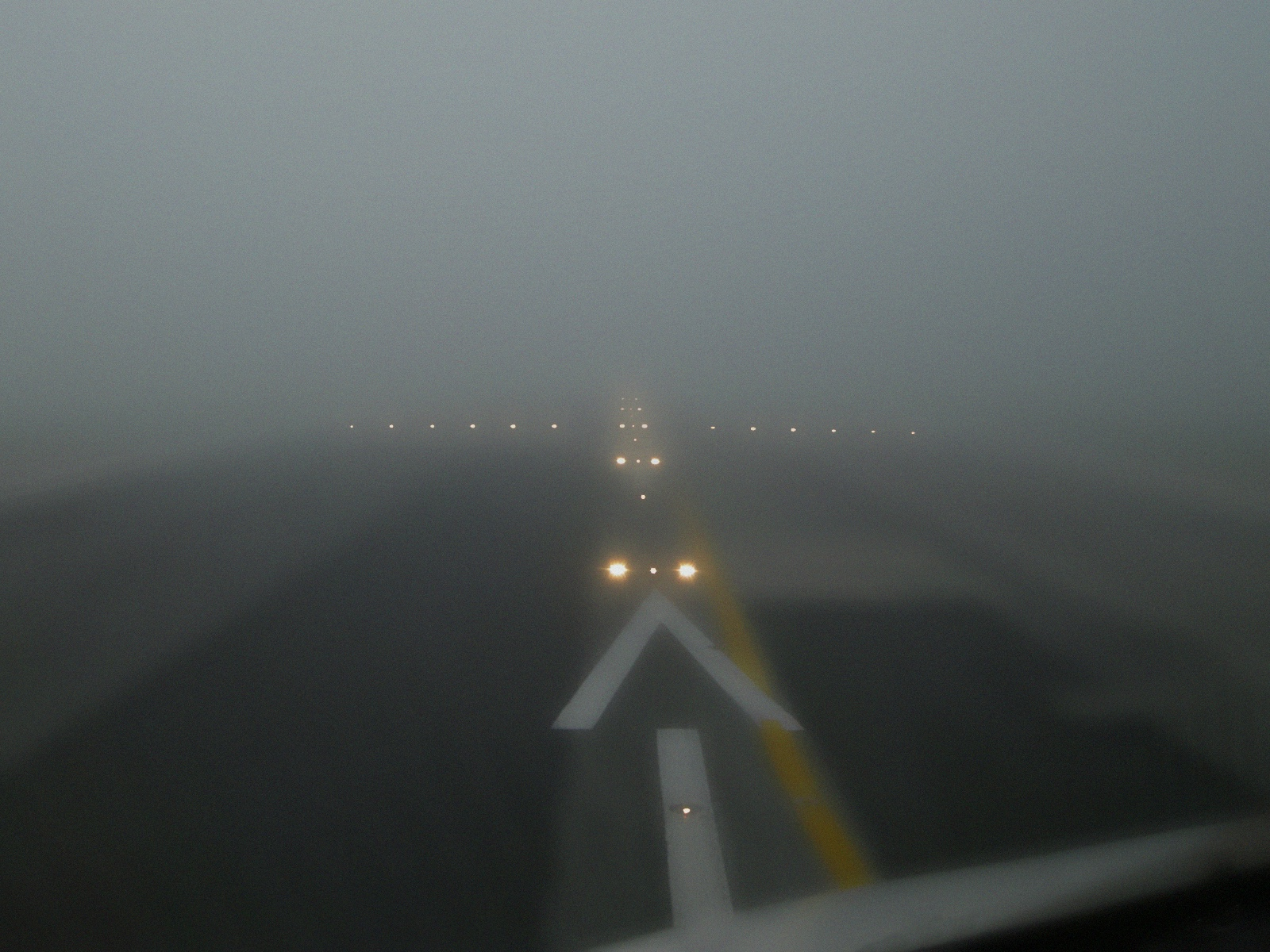
Vista de un piloto de A319 con niebla (RVR 200 m) / Lisboa RWY 21
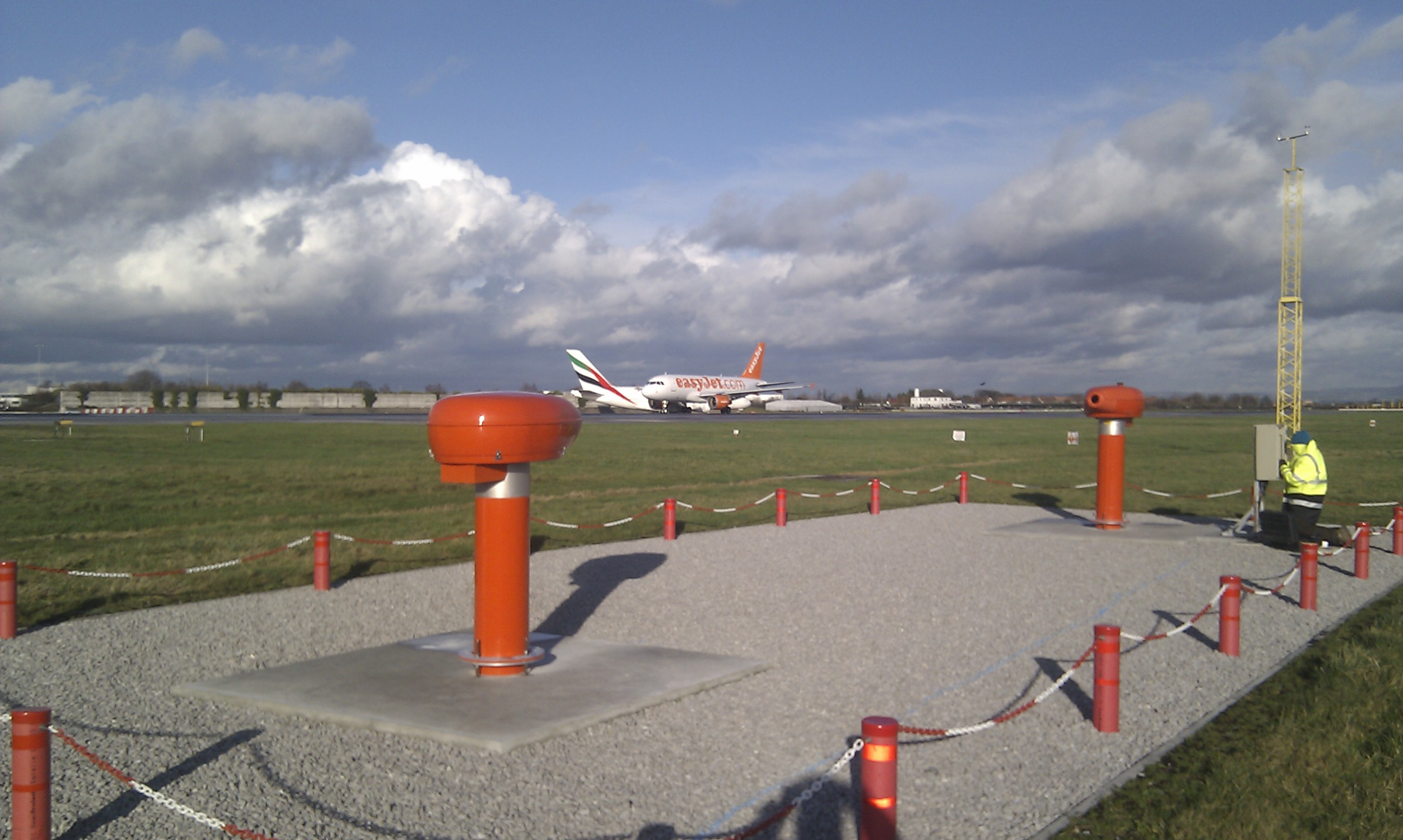
Transmisiómetro y reflector / Sistema RVR AGIVIS 2000
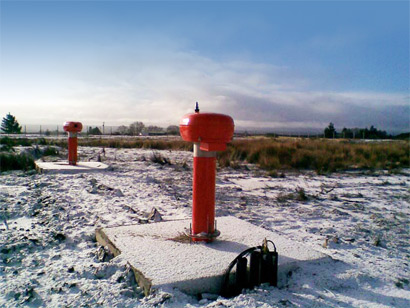
Transmissometer and reflector / Sistema RVR AGIVIS 2000
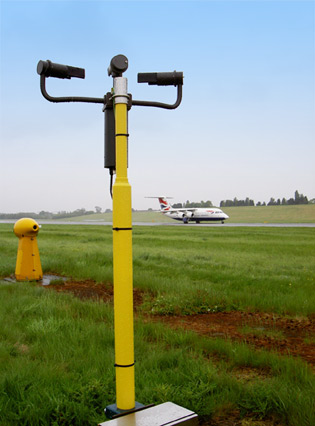
Sistema de difusómetro AGVIS FSI
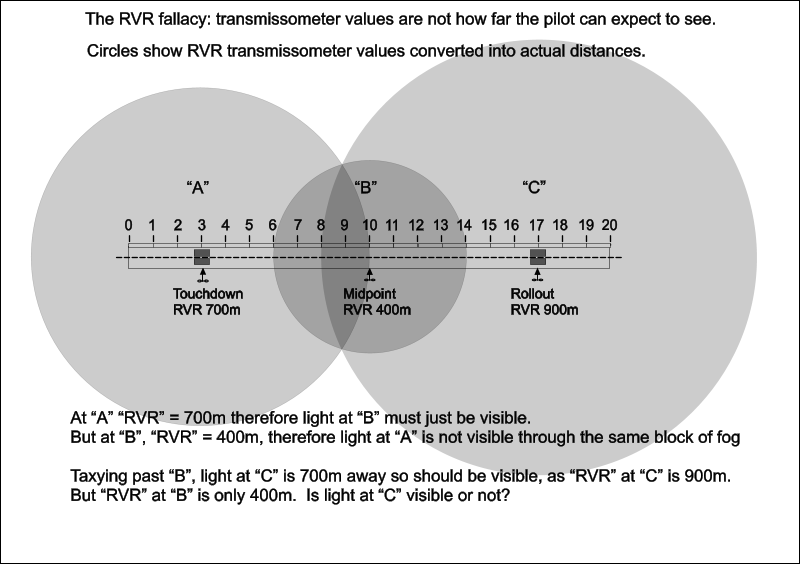
Diagrama con ilustración de los trasmisiómetros en distintas condiciones variables